# 名瀬中継局

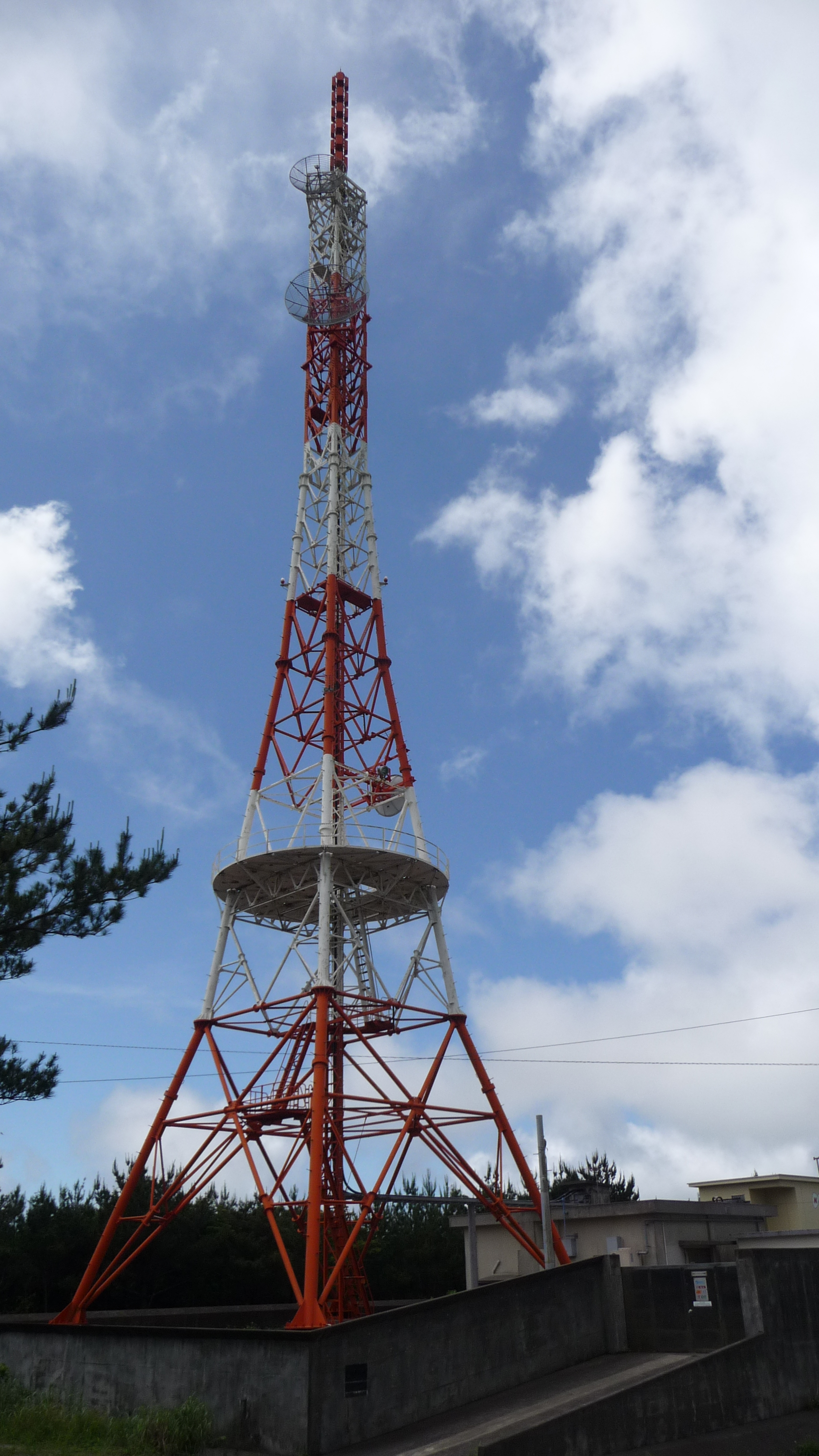
デジタルテレビ（2011年当時、アナログKKB・KYTも放送中）

名瀬中継局（なぜちゅうけいきょく）は、鹿児島県の奄美市及び大島郡龍郷町にある、奄美大島のテレビ・ラジオ放送の基幹中継局の総称。「名瀬」は設置時の自治体名（名瀬市）である。

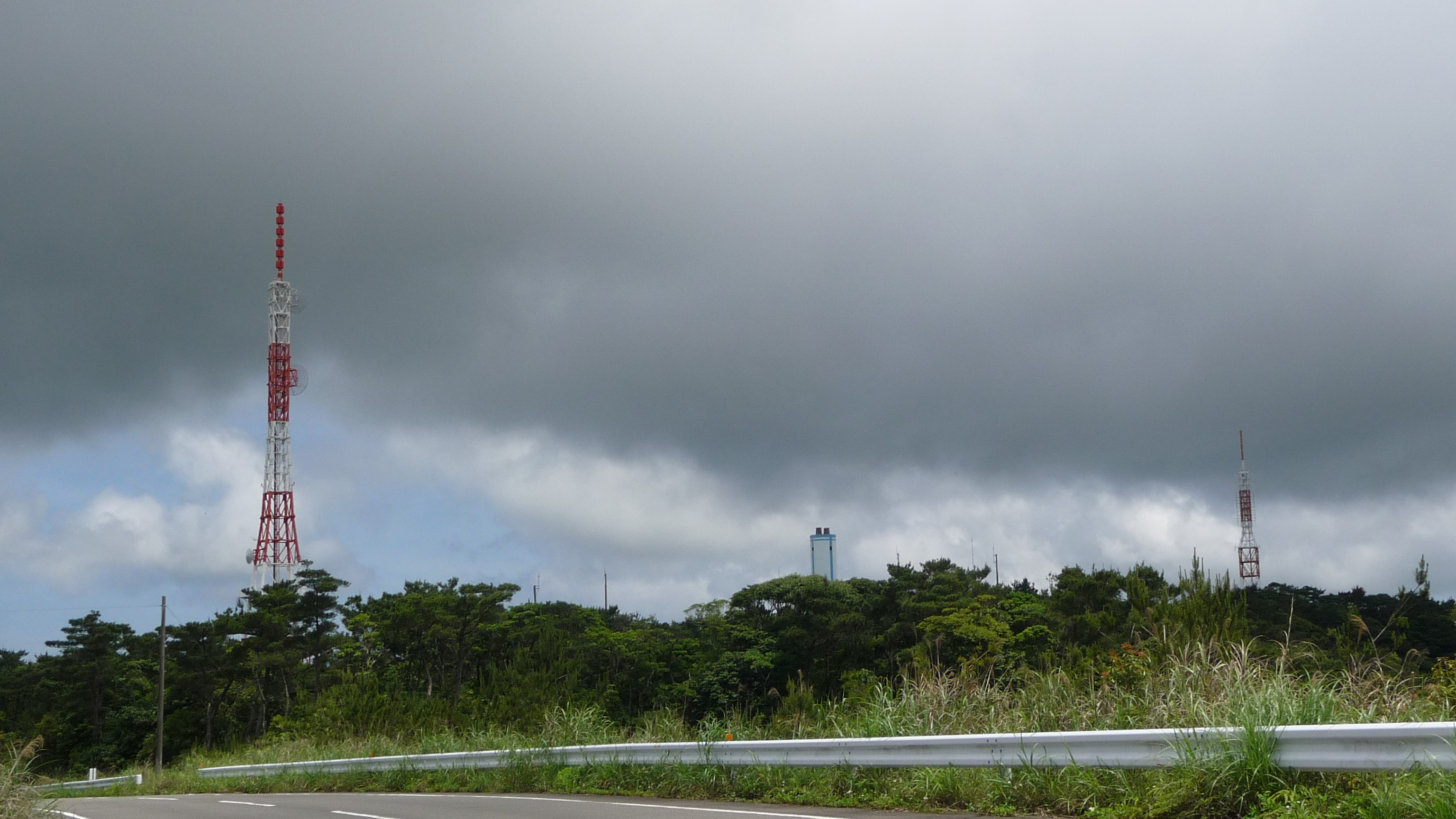
左はUHF、右はNHK（VHF）。中央は名瀬クリーンセンターの煙突

当項目ではコミュニティ放送局のディ!ウェイヴの送信所と喜界西中継局についても記載する。

## 概要
奄美大島における基幹中継局。主な放送エリアは奄美市と龍郷町、隣島の喜界島（喜界町）。瀬戸内中継局（瀬戸内町）や徳之島中継局（徳之島）、知名中継局（沖永良部島）といった奄美群島の各中継局への送信拠点としても機能している。

### 開設からアナログテレビ期までの歴史
第二次世界大戦後米軍統治下にあった奄美大島が、日本本土に復帰した1953年当時、日本本土への通信は短波による無線電話回線があったのみで、回線数の不足はもとより通信の品質は低く、奄美群島の経済、文化の発展に大きなブレーキとなり、通信網の急速な整備強化が強く要望されていた。そこで電電公社は、鹿児島－名瀬－那覇(当時は米領)間の新たなマイクロ波による回線ルート（鹿児島－牟礼岡－大浦－朝戸〈奄美大島 名瀬〉－油井〈奄美大島〉－多野－首里〈那覇〉）を建設。先ず、1961年10月に、鹿児島－名瀬間に開通。その際に、NHKのラジオ中継回線も併設され、同年12月15日に、同ラジオ第1及び第2が開局。翌年には、鹿児島－名瀬－那覇間に電話およびテレビ回線の新増設工事が開始。その翌年(1963年)には、鹿児島－名瀬間にNHKのテレビ回線が開通し、総合テレビが同年6月10日、教育テレビが同年11月1日に開局している。このテレビ回線は、当時従来の白黒放送では問題なかったものの、カラー放送の伝送となると、規格を満足してないかった。
しかし、1969年末に沖縄の本土復帰が決まり、その記念事業として、翌年1月、当時の佐藤栄作首相より、鹿児島－名瀬－那覇間の新たなカラーテレビ伝送路を、政府の資金により作成することが発表。1972年5月15日の沖縄本土復帰日及びその日の式典に間に合わせる様に工事が進められ、カラー放送の伝送規格を満たすために、前述の回線ルートとは別に、中継基地局を増やした別のルート(知覧－屋久島－悪石島－奄美大島－徳之島－沖永良部島－沖縄本島)を開拓して、沖縄本土復帰日の当日に開通。この開通に伴い、名瀬中継局のNHKテレビもカラー化される様になった。
その後、放送技術の向上と奄美群島振興開発事業の非公共事業として、奄美群島の民放テレビ放映に向けて国が整備を支援したことにより、テレビの放送波中継にて、鹿児島県本土から南種子中継局・中之島中継局を経由し、名瀬まで中継できるルートを確立し（ちなみに、中之島中継局から名瀬中継局までの間は約170キロメートルあり、これは日本国内における放送波中継の距離としては最長である）、1976年12月に、当時鹿児島県域の民放テレビ局として開局していた、南日本放送テレビと鹿児島テレビ放送の両中継局が完成。同月に試験放送を開始し、翌年の1月28日に本放送を開始している。

その後に開局した鹿児島放送は1989年3月17日、鹿児島読売テレビは1996年10月6日に名瀬の中継局が各々開局しているものの、本土の開局から当中継局が開局するまで各々約6年半、2年半かかっている。
NHK-FM放送は、1973年11月17日に、奄美群島で初めて中継局として開局。当初、回線等の都合上モノラル放送のみであったが、1983年度に、鹿児島放送局から同中継局へFM中継用のステレオPCMデジタル回線が導入され、漸くステレオ化される様になった。
その後、光ファイバーを使ったデジタル通信網の発達に伴い、NHKについては、2000年頃から、NHK鹿児島放送局からすべての放送波が、鹿児島市から同中継局までNTT中継回線の海底光ケーブル回線を使用した独自回線で伝送される様になった。

### 地上デジタルテレビ期になってから現在まで
地上デジタルテレビの中継回線は、NHKは、前述と同じ、NTTの海底光ケーブル回線を経由して、名瀬中継局まで送られている。
民放4局は、アナログ・テレビ時代と同様、鹿児島県本土から南種子中継局・中之島中継局を経由した電波を中継している。民放が県本土からの放送波中継を採用しているのは、海底ケーブルなどを使用した場合の維持費が多大となるからである（地上デジタル放送の場合は、1社あたり年間6,000万円から1億円と試算されていた）。
鹿児島県を放送対象地域とする放送局のうち、エフエム鹿児島(μFM)は、離島に中継局を設置していないため、常時、FM電波での中継放送は未だに行われていない。しかし、2015年春に、同局からエフエムたつごう間の中継回線設備が導入され、同年4月1日より、一部の時間帯ではあるものの、同局及びエフエムうけんでの放送を開始したのに伴い、漸く、同局の奄美での初めての同時放送が開始され、更に、2017年4月3日には、同局がIPサイマル・ラジオ・サービス「radiko.jp」での放送を開始した(県外放送の同プレミアムも同時に開始)のに伴い、奄美群島内でもインターネットを介して、利用料無料で同局を常時・聴取できるようになった。

### 地上デジタルテレビジョン放送への対応
奄美地方における地上デジタル放送中継局は、中之島・名瀬・瀬戸内・徳之島・知名の各中継局の整備費用が民放4局で約28億円掛かる（前出2中継局だけでも約6億3400万円）ことから、「自力建設困難」として、2007年3月初めまで民放の整備時期が明らかにされていなかったが、総務省の地域情報通信基盤整備推進交付金を活用することにより、事業費の4分の1を国から、鹿児島県からも同額の補助を受けることで実質負担が半額となったことにより、2008年に整備されることとなった。
2008年3月14日、九州総合通信局より名瀬中継局に地上デジタル放送の予備免許が交付され、3月31日に試験電波の発射を、5月15日に本放送と同様の試験放送（サービス放送）を、8月1日に本放送を開始した。開局前日の7月31日には開局イベントが奄美文化センターで開催された。

## 名瀬中継局

### デジタルテレビ放送放送設備
| ID | 放送局名             | 物理 チャンネル | 空中線 電力 | ERP  | 放送対象地域 | 放送区域 内世帯数 | 運用 開始日   |
| -- | -------------------- | --------------- | ----------- | ---- | ------------ | ----------------- | ------------- |
| 1  | MBC 南日本放送       | 16              | 100W        | 580W | 鹿児島県     | 19,960世帯        | 2008年 8月1日 |
| 2  | NHK 鹿児島教育       | 13              | 100W        | 540W | 全国         | 19,960世帯        | 2008年 8月1日 |
| 3  | NHK 鹿児島総合       | 15              | 100W        | 550W | 鹿児島県     | 19,960世帯        | 2008年 8月1日 |
| 4  | KYT 鹿児島讀賣テレビ | 17              | 100W        | 590W | 鹿児島県     | 19,960世帯        | 2008年 8月1日 |
| 5  | KKB 鹿児島放送       | 14              | 100W        | 590W | 鹿児島県     | 19,960世帯        | 2008年 8月1日 |
| 8  | KTS 鹿児島テレビ放送 | 18              | 100W        | 560W | 鹿児島県     | 19,960世帯        | 2008年 8月1日 |

- 主な受信地域：鹿児島県奄美市・大島郡龍郷町・喜界町の各一部。
- NHK総合テレビ・MBC・KTSのリモコンキーIDは、アナログ中継局の送信チャンネル番号を継承。

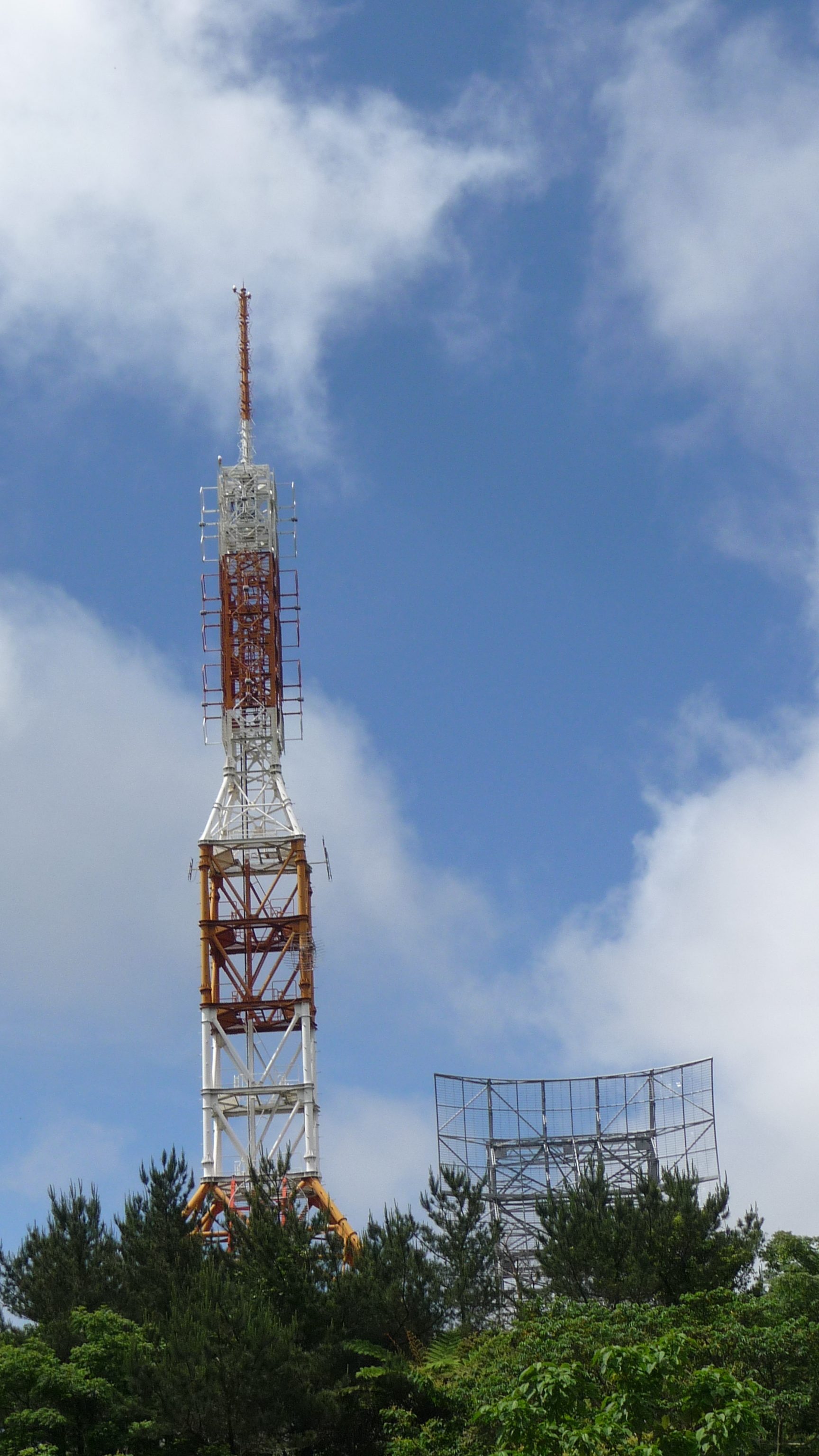
NHK総合・教育（アナログ）、NHK-FM（2011年）

### アナログテレビ放送設備
NHKは1963年に、KTSとMBCは1977年1月28日に、KKBは1989年3月に、KYTは1996年8月に本放送を開始した。なお、NHKのカラー化は1972年（総合・教育共に）、民放は当初からカラー放送である。全局2011年7月24日をもって運用終了。
| チャンネル | 放送局名             | 空中線 電力        | ERP                  | 放送対象地域 | 放送区域 内世帯数 | 開局日          |
| ---------- | -------------------- | ------------------ | -------------------- | ------------ | ----------------- | --------------- |
| 1          | MBC 南日本放送       | 映像400W /音声100W | 映像1.3kW /音声330W  | 鹿児島県     | -                 | 1977年 1月28日  |
| 3          | NHK 鹿児島総合       | 映像250W /音声63W  | 映像1.05kW /音声270W | 鹿児島県     | -                 | 1963年 6月10日  |
| 4          | NHK 鹿児島教育       | 映像250W /音声63W  | 映像1.6kW /音声400W  | 全国         | -                 | 1963年 11月1日  |
| 8          | KTS 鹿児島テレビ放送 | 映像300W /音声75W  | 映像1.45kW /音声370W | 鹿児島県     | -                 | 1977年 1月28日  |
| 24         | KYT 鹿児島讀賣テレビ | 映像1kW /音声250W  | 映像6.8kW /音声1.7kW | 鹿児島県     | -                 | 1996年 10月16日 |
| 26         | KKB 鹿児島放送       | 映像1kW /音声250W  | 映像6.8kW /音声1.7kW | 鹿児島県     | -                 | 1989年 3月17日  |

- KTSは、キー局であるフジテレビと同一のVHF8ch。

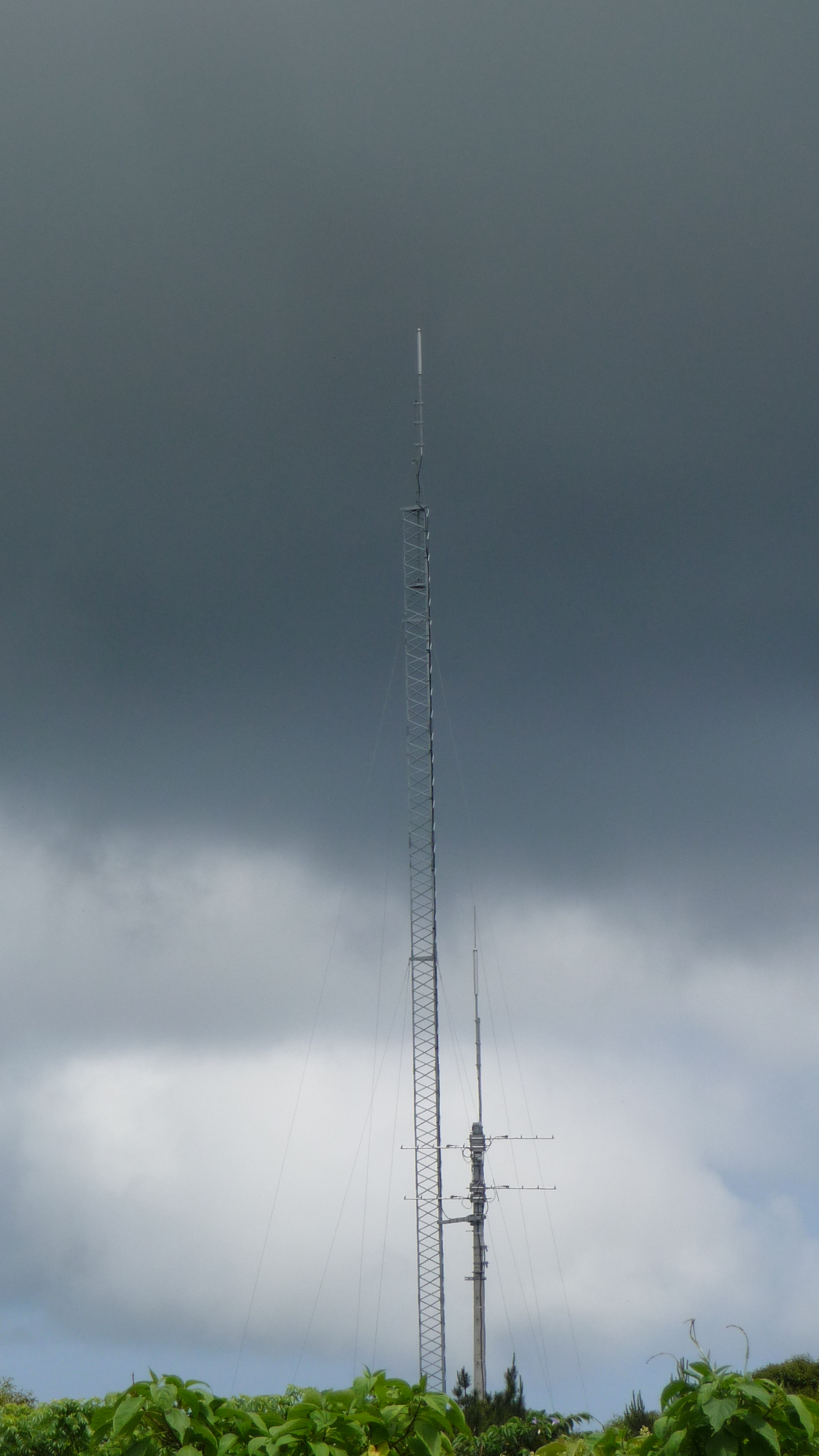
ディ!ウェイヴ

### FMラジオ放送設備
NHK-FMは、1973年11月17日に開局。

ディ!ウェイヴ（あまみエフエム）は、2007年5月1日に開局。 

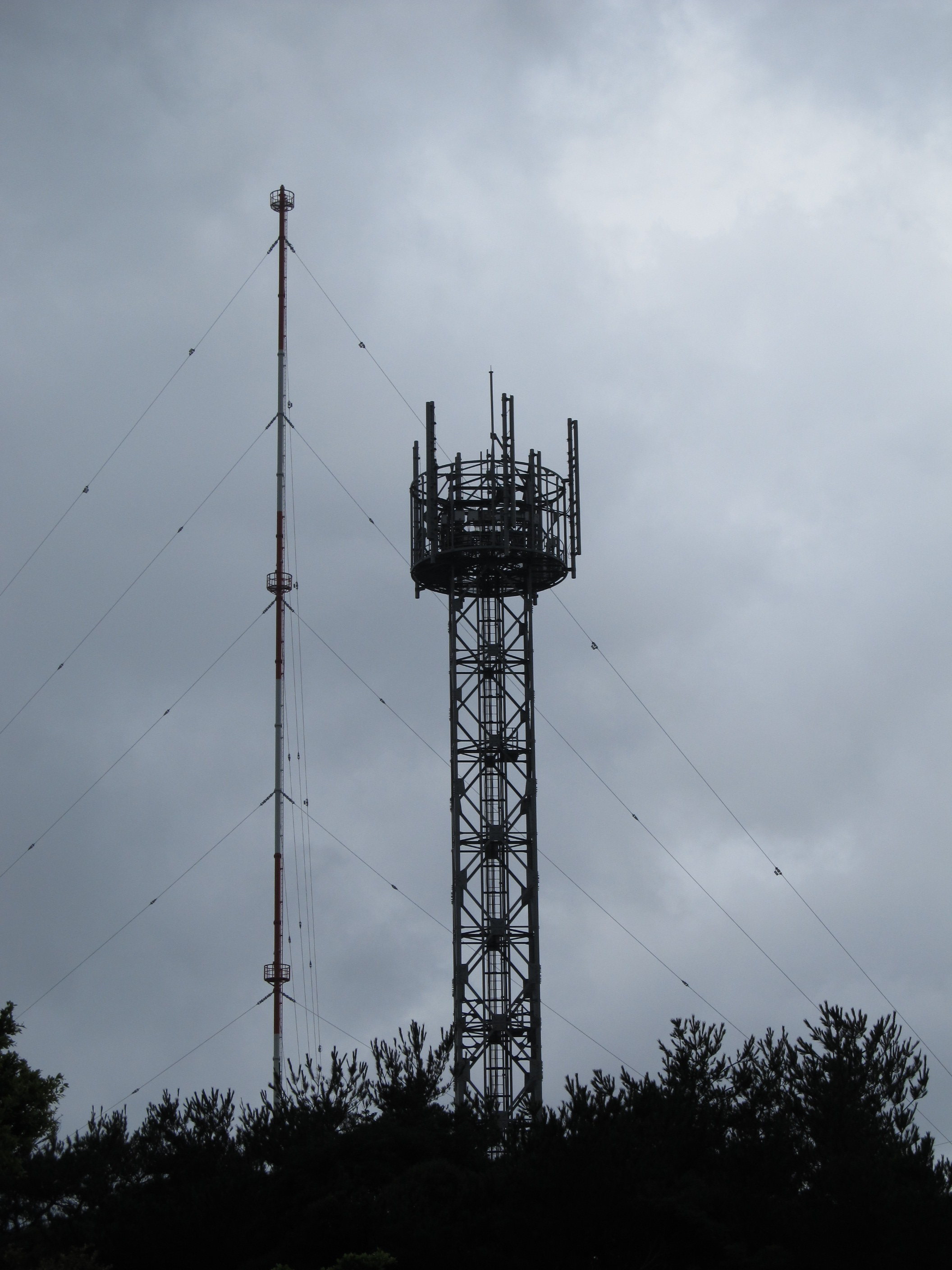
NHKラジオ第1・第2（左側）

| 周波数 （MHz） | 放送局名      | コールサイン | 空中線 電力 | ERP  | 放送対象地域 | 放送区域 内世帯数 |
| -------------- | ------------- | ------------ | ----------- | ---- | ------------ | ----------------- |
| 77.7           | ディ!ウェイヴ | JOZZ0BD-FM   | 20W         | 22W  | 奄美市       | 18,499世帯        |
| 82.2           | NHK 鹿児島FM  | 名瀬中継局   | 100W        | 430W | 鹿児島県     | -                 |

### AMラジオ放送設備
NHKはラジオ第1・第2共に、1961年12月15日開局。

MBCは民放中波ラジオ放送受信障害解消事業により1997年3月19日に開局。中継局設置費用の3分の1を国が負担した。
| 周波数 （kHz） | 放送局名       | コールサイン                 | 空中線 電力 | 放送対象地域 | 放送区域 内世帯数 |
| -------------- | -------------- | ---------------------------- | ----------- | ------------ | ----------------- |
| 792            | NHK 鹿児島第1  | -                            | 1kW         | 鹿児島県     | -                 |
| 1449           | MBC 南日本放送 | MBCラジオ なぜほうそうきょく | 300W        | 鹿児島県     | 19,373世帯        |
| 1602           | NHK 鹿児島第2  | -                            | 1kW         | 全国         | -                 |

- かつて、NHKラジオ第1には｢JOHI｣、ラジオ第2には｢JOHV｣[21]が割り当てられていた。なお、｢JOHI｣は1989年10月1日に開局したテレビ北海道に、｢JOHV｣は1990年4月1日に開局したエフエム石川にそれぞれ再付与された。

### 所在地
- アナログテレビ放送・AMラジオ放送・FMラジオ放送の中継局の所在地
  - NHK鹿児島TV・FM：奄美市名瀬伊津部勝（名瀬クリーンセンター付近）
  - NHK鹿児島第一・第二：奄美市名瀬朝仁字赤崎（赤崎公園）
  - MBC-AM：奄美市名瀬金久字腰又1929
  - MBC-TV・KTS：奄美市名瀬有屋字井野1594-1
  - KKB・KYT：大島郡龍郷町戸口字大キ2698
  - ディ!ウェイヴ：奄美市名瀬有屋字井野1594-5

- 地上デジタル放送の中継局の所在地
  - NHK鹿児島・MBC・KYT・KKB・KTS：大島郡龍郷町戸口

## 喜界西中継局

### アナログテレビ放送
| チャンネル | 放送局名       | 空中線 電力       | ERP                  | 放送対象地域 | 放送区域 内世帯数 |
| ---------- | -------------- | ----------------- | -------------------- | ------------ | ----------------- |
| 54         | NHK 鹿児島総合 | 映像30W/ 音声7.5W | 映像1.05kW/ 音声260W | 鹿児島県     | 不明              |

- 所在地：鹿児島県奄美市名瀬伊津部勝（大平山・NHK名瀬テレビ中継局と同じ）
- 地上アナログテレビジョン放送は、2011年（平成23年）7月24日までに放送終了。
- （季節混信対策局）これは本来受信する、名瀬局がFM放送の帯域に近いVHF3chで送信されているため、スポラディックE層（Eスポ）による混信対策のための中継局として位置づけられている。